# Discoporella umbellata
Espèce
Synonymes
- Lunulites umbellata Defrance, 1823

Discoporella umbellata est une espèce fossile de bryozoaires. 

## Classification
L'espèce Discoporella umbellata a été initialement décrite en 1823 par le malacologiste français Jacques Louis Marin Defrance (1758-1850) sous le protonyme de Lunulites umbellata.